# Olympische Winterspiele 1994/Teilnehmer (Georgien)
| Gelbes Symbol für Goldmedaillen mit stilisierten Olympischen Ringen | Graues Symbol für Silbermedaillen mit stilisierten Olympischen Ringen | Braundes Symbol für Bronzemedaillen mit stilisierten Olympischen Ringen |
| ------------------------------------------------------------------- | --------------------------------------------------------------------- | ----------------------------------------------------------------------- |
| —                                                                   | —                                                                     | —                                                                       |

Georgien nahm an den Olympischen Winterspielen 1994 im norwegischen Lillehammer mit einer Delegation von fünf männlichen Athleten in drei Disziplinen teil. Ein Medaillengewinn gelang keinem der Athleten.
Fahnenträger bei der Eröffnungsfeier war der Skirennläufer Surab Dschidschischwili.

## Teilnehmer nach Sportarten

### Rennrodeln
| Athlet                               | Wettbewerb   | Lauf 1   | Lauf 1 | Lauf 2   | Lauf 2 | Lauf 3 | Lauf 3 | Lauf 4 | Lauf 4 | Gesamt       | Gesamt |
| Athlet                               | Wettbewerb   | Zeit     | Rang   | Zeit     | Rang   | Zeit   | Rang   | Zeit   | Rang   | Zeit         | Rang   |
| ------------------------------------ | ------------ | -------- | ------ | -------- | ------ | ------ | ------ | ------ | ------ | ------------ | ------ |
| Männer                               |              |          |        |          |        |        |        |        |        |              |        |
| Lewan Tibilow Kacha Vachtangischwili | Doppelsitzer | 49,880 s | 17     | 49,504 s | 17     | —      | —      | —      | —      | 1:39,384 min | 17     |

### Ski Alpin
| Athleten                | Wettbewerbe        | 1. Lauf     | 1. Lauf | 2. Lauf | 2. Lauf | Gesamt      | Gesamt |
| Athleten                | Wettbewerbe        | Zeit        | Rang    | Zeit    | Rang    | Zeit        | Rang   |
| ----------------------- | ------------------ | ----------- | ------- | ------- | ------- | ----------- | ------ |
| Männer                  |                    |             |         |         |         |             |        |
| Lewan Abramischwili     | Slalom             | DNF         | DNF     | DNF     | DNF     | DNF         | DNF    |
| Surab Dschidschischwili | Abfahrt            | —           | —       | —       | —       | 1:53,27 min | 47     |
| Surab Dschidschischwili | Alpine Kombination | 1:42,44 min | 44      | DSQ     | DSQ     | DSQ         | DSQ    |

### Skispringen
| Athleten         | Wettbewerb    | 1. Durchgang | 1. Durchgang | 1. Durchgang | 2. Durchgang | 2. Durchgang | 2. Durchgang | Gesamt | Gesamt |
| Athleten         | Wettbewerb    | Weite        | Punkte       | Rang         | Weite        | Punkte       | Rang         | Punkte | Rang   |
| ---------------- | ------------- | ------------ | ------------ | ------------ | ------------ | ------------ | ------------ | ------ | ------ |
| Männer           |               |              |              |              |              |              |              |        |        |
| Kachaber Zakadse | Normalschanze | 75,5 m       | 83,5         | 53           | 71,0 m       | 73,0         | 45           | 156,5  | 50     |
| Kachaber Zakadse | Großschanze   | 75,0 m       | 28,5         | 52           | 78,0 m       | 34,4         | 56           | 62,9   | 55     |